# Municipio de Middle Taylor
El municipio de Middle Taylor (en inglés: Middle Taylor Township) es un municipio ubicado en el condado de Cambria en el estado estadounidense de Pensilvania. En el año 2000 tenía una población de 792 habitantes y una densidad poblacional de 63.6 personas por km².

## Geografía
El municipio de Middle Taylor se encuentra ubicado en las coordenadas 40°22′15″N 78°54′55″O / 40.37083, -78.91528.

## Demografía
Según la Oficina del Censo en 2000 los ingresos medios por hogar en la localidad eran de $33,482 y los ingresos medios por familia eran $37,000. Los hombres tenían unos ingresos medios de $31,490 frente a los $22,895 para las mujeres. La renta per cápita para la localidad era de $15,459. Alrededor del 8,5% de la población estaban por debajo del umbral de pobreza.